# シンボリルドルフ
シンボリルドルフ（欧字名:Symboli Rudolf、1981年3月13日 - 2011年10月4日）は、日本の競走馬、種牡馬。

## 概要
日本競馬史上4頭目の中央競馬クラシック三冠馬（無敗で三冠達成した史上初の馬）であり、日本調教馬として史上初めてGI競走7勝を挙げた。1984年度優駿賞年度代表馬および最優秀4歳牡馬、1985年度同年度代表馬および最優秀5歳以上牡馬。主戦騎手は岡部幸雄。1987年、顕彰馬に選出された。
馬名「シンボリ」は馬主の冠名、「ルドルフ」は神聖ローマ帝国の君主ルドルフ1世に因んで名づけられた。その競走成績・馬名から「皇帝」、あるいは「七冠馬」と称される。トレードマークは額の三日月に名馬の相とされる左後脚の一白。日本競馬史上最強と言われる競走馬の一頭である。

## 出自
父パーソロンはリーディングサイアーに2度なった名種牡馬。母スイートルナはシンボリ牧場が生産した名馬スピードシンボリの産駒。スイートルナは初仔としてパーソロンとの間にシンボリフレンドを産んだ。シンボリフレンドは素質があったにもかかわらず、気性が悪く京王杯スプリングハンデキャップの1勝にとどまった。その後も父パーソロン・母スイートルナの産駒は2頭生まれたが、やはり気性難で大成できなかった。それでもシンボリ牧場の和田共弘はまたスイートルナにパーソロンを交配し、その結果1981年にスイートルナの4番目の産駒として生まれたのがシンボリルドルフだった。額に三日月に似た形がついているという特徴を持ち、誕生から立ち上がるまでにかかる時間がわずか20分だったという。牧場にいるころは「ルナ」と呼ばれていた。

## 競走馬時代

### 3歳

#### 競走内容
1983年7月23日、新潟競馬の新馬戦でデビューし、優勝した。このときのレースぶりについて岡部は「1000メートルで1600メートルの競馬を覚えさせた」と述べた。
新馬戦のあとシンボリ牧場で調整されたシンボリルドルフは10月上旬に美浦トレーニングセンターへ戻り、10月29日のいちょう特別を優勝した。野平はこのときの岡部の騎乗を見て「1600メートルのレースで2400メートルの競馬をした」と語っている。
3走目には朝日杯3歳ステークスではなく11月27日の一般オープン競走が選択され、優勝した。

#### 3歳時のローテーションについて

##### デビュー戦について
当初、野平は騎手として岡部ではなくシンボリルドルフの兄・姉に騎乗していた柴田政人を予定し、北海道か秋の中山開催でのデビューを予定していた。しかし、馬の調子があまりにもよく、急遽新潟開催でのデビューが決まったため、北海道に遠征していた柴田に代わり、夏は新潟を主戦場としていた岡部が騎乗することとなった。
当時は期待の大きい馬が夏にデビューする場合、北海道で行われるレースに出走するのが一般的であった。そのため新潟でデビューしたシンボリルドルフは、デビュー当初はそれほど期待されていなかったのだという説がある。これに対して野平は美浦トレーニングセンターと北海道を往復することによってかかる負担を避けたかったことと、芝のレースでデビューさせたかったことから新潟のレースに出走させることを決定したとしている。
また、このときのレースは芝1000メートルであったが、野平は岡部に対し「1600メートルのつもりで乗ってほしい」と騎乗の際に話している。

##### 朝日杯3歳ステークス不出走について
シンボリルドルフは関東の3歳チャンピオン決定戦であった朝日杯3歳ステークスに出走せず、11月27日の一般オープン競走に出走した。野平によるとこれは同日に開催されたジャパンカップに来場する海外の競馬関係者に、日本にもこんな凄い馬がいるということを見せてやろうとのオーナーの考えに基づくものであった。

### 4歳

#### 競走内容
1984年、4歳初戦として弥生賞に出走。このレースはシンボリルドルフにとって3か月ぶりとなり、18キログラム増の馬体重で出走した。このレースではそれまで岡部が主戦騎手を務め4連勝中であったビゼンニシキが単勝1番人気となったがこれを1馬身4分の1差で破った。
皐月賞では弥生賞から22キログラム減の馬体重となった。前走で負った外傷による休養後、運動の遅れを取り戻すために行った強めの調教が原因だった。ふたたびビゼンニシキとの2強対決となり、2頭に人気が集中しそうだったため2頭とも単枠指定とされた。今度はシンボリルドルフが1番人気となった。シンボリルドルフは道中3番手で競馬を進め、第4コーナーでは先頭になった。直線に入るとビゼンニシキと一騎討ちになり、シンボリルドルフは外側を走るビゼンニシキと激しくぶつかり合い、外に斜行している。しかし最後はビゼンニシキを1馬身4分の1抑えてレースレコードで一冠達成。ただし、この斜行で岡部は2日間の騎乗停止処分を受けている。表彰式で三冠を意識して岡部が一冠を示す1本指を指し示した（このパフォーマンスはのちにディープインパクトに騎乗した武豊も行った）。
東京優駿（日本ダービー）はビゼンニシキとの「SBダービー」と呼ばれた。皐月賞に続いて揃って単枠指定とされた2頭の連勝複式（現在の枠番連勝）馬券は銀行馬券と呼ばれ、今も投票額最高記録を維持している。しかし単勝ではオッズ1.3倍とシンボリルドルフの圧倒的1番人気だった。また回避馬が続出し、当時の戦後最少頭数となる21頭でのレースとなった。レースではスズマッハが逃げる展開となった。シンボリルドルフが向こう正面で岡部のゴーサインに反応しなかったために競馬場は騒然となったが、直線に入ると自らハミをとり3頭併せで先を行くスズマッハ・フジノフウウン・スズパレードを差し切り二冠達成。この出来事から岡部は「ルドルフに競馬を教えてもらった」と語っている。無敗での二冠制覇はトキノミノル、コダマ以来3頭目の快挙だった。ビゼンニシキは14着と沈んだ。ここでも岡部は表彰式で二冠を示す2本指を立てた。
ダービー後、和田はルドルフの海外遠征を計画。新聞などでも報道された。しかし、ルドルフが右前脚に故障を発症したことと検疫条件が整わなかったことが重なり、7月に海外遠征の中止が発表された。
秋緒戦、故障した右肩も回復し、すっかりリフレッシュしたシンボリルドルフはセントライト記念をレコードタイムで優勝。そして、三冠最後の菊花賞に挑む。道中は馬群の中団に位置し、第3コーナーではやや前の馬が壁になったものの、最後の直線で抜け出すと外から襲い掛かってきたゴールドウェイを4分の3馬身退け優勝。日本の中央競馬史上初の無敗でのクラシック三冠を達成する。同時にグレード制導入後最初のクラシック三冠馬となった。表彰式では岡部が三冠を示す3本指を立てた。シンボリルドルフの後、現時点で三冠馬は4頭いるが、関東馬によるクラシック3冠はシンボリルドルフを最後に出ていない。
そして3000メートルの菊花賞後、中1週の強行軍でジャパンカップへと駒を進めた。
前年の三冠馬ミスターシービーと、史上初の三冠馬同士の対戦となった第4回ジャパンカップだったが（2022年現在三冠馬対決はこの2頭以降、2012年のジェンティルドンナ対オルフェーヴル、2020年のアーモンドアイ対コントレイル対デアリングタクトがある）、シンボリルドルフは下痢をするなど体調不良が大きく報道され、中一週、4歳ということもあって生涯最低の4番人気となった。1番人気は前走天皇賞（秋）を殿からの追込でレコード勝ちしたミスターシービー。2番人気はせん馬ゆえに本国英国のGIに出走できずも実力はGI級と言われるベッドタイム、3番人気はアメリカのターフ（芝コース）ホースとしては世界の賞金王ジョンヘンリーに次ぐと言われるマジェスティーズプリンスだった。しかし、レースはノーマークの大逃げとなった10番人気の宝塚記念馬カツラギエースが逃げ切り勝ちを収め、史上初の日本馬のジャパンカップ優勝馬となった。シンボリルドルフは終始好位につけ、生涯最高の上がりを計測するも、ベッドタイムにも及ばず3着と敗れ、連勝記録は8でストップした。
初の敗戦後に迎えた有馬記念は、シンボリルドルフ、ミスターシービー、カツラギエースが3頭単枠指定となり（有馬記念の単枠指定自体も初）「3強対決」として沸いた。シンボリルドルフはファン投票こそミスターシービーに次ぐ2位だったものの、単勝オッズ1.7倍の1番人気に支持される。岡部は、前走カツラギエースにノーマークで逃げ切られた反省から、カツラギエースをマークする競馬に徹し、ジャパンカップの再現を狙って大逃げを図るカツラギエースの終始2番手を追走、最後の直線で計ったように交わすと、粘るカツラギエースに2馬身差をつけてレコードタイムで優勝し、中央競馬史上初の4歳四冠を達成した。表彰式で岡部は4本指を立てた。この年7戦6勝3着1回で年度代表馬に選出され、フリーハンデも4歳ながら前年のミスターシービーの65kgを越える史上最高の67kg（当時の数値）を与えられた。

#### 弥生賞における岡部の選択
弥生賞・皐月賞・東京優駿でシンボリルドルフと対決したビゼンニシキは、共同通信杯4歳Sまでの4戦すべてに岡部が騎乗していた。そのため岡部がどちらに騎乗するかに注目が集まったが、ビゼンニシキ陣営が強力に騎乗を要請し、ビゼンニシキを管理する成宮明光は岡部が初めてクラシック（優駿牝馬）を優勝したカネヒムロを管理していたことからビゼンニシキに騎乗するという予想が多くなされた。しかし岡部はシンボリルドルフを選択した。このときの判断について岡部は「選択するとか迷うとかそういう次元じゃなかった。問題なくシンボリルドルフ」と述べている。結果的にはシンボリルドルフが弥生賞・皐月賞・東京優駿を優勝し、岡部の選択が正しかったことが証明される形となった。

#### 皐月賞快勝の意味
中間、弥生賞のレース中に負った外傷（岡部「ビゼンニシキに坂下でのっかけられた」）で休養したことから、そのブランクを取り戻すべくびっしり牧場で乗り込まれたこともあり、仕上がりすぎた感のあったルドルフ。それを感じた岡部は、野平と相談して15-15（1ハロンを15秒で走る）程度の軽めの追い切りにする。それでも、当日の計量ではマイナス22kg、しかも今回は馬服をつけたままの計量だったので実際には前走から24kgも体重を減らしての出走だった。そんな状況でのレコードタイムでの快勝にオーナーである和田は記者会見で「クラシックレースの追い切り調教を15-15に毛が生えた程度しかやらずに、いや、やれないでも楽勝したのですから、その強さと精神力のたくましさを認めてやるべきでしょう」と語り、ルドルフを称えた。

#### ダービーの苦戦
この年は長期寒波と多雪の影響で芝の状態が非常に悪く、春になっても芝状態が回復しなかったために大量の砂が入れられ、時計の出ないパワー型の馬場になっていた。そのために時計が遅くなり、前残りの馬が穴をあける傾向があった。それを反映してか、上位には、翌年重馬場のエプソムカップを快勝することになるスズマッハ、ダート戦を4馬身差で楽勝しているスズパレード、大型馬フジノフウウンなどの先行勢が入り、後ろから追い込んだ馬はルドルフだけであった。また、軽快なスピードが身上のビゼンニシキは14着と惨敗した。

#### 幻の海外遠征
欧州の調教師や生産者と交流のあった和田は、ダービーの勝利後、ルドルフの海外遠征を計画。当初はキングジョージ6世&クイーンエリザベスステークスへ出走させる予定であったが、最終的に古馬相手の高松宮杯（現高松宮記念、当時は2000メートルのGII）を使ったあと、アメリカ・アーリントン競馬場のバドワイザーミリオン（アーリントンミリオン）を使い凱旋門賞に挑むプランを立てた。また、管理する野平も凱旋門賞に挑戦したい旨を記者に語り、新聞でも「シンボリルドルフは凱旋門賞に遠征」と報じられた。しかし、7月に入りルドルフの右肩にコズミが出て調教でも右前脚を気にする素振りを見せたため、野平が馬の将来を考え遠征中止を進言。併せて、アメリカ・アーリントンパーク競馬場で希望していた検疫条件が認められなかったことが重なり、ルドルフの米国遠征は白紙となる。そして、改めて陣営からは「海外遠征の中止」「秋はセントライト記念から始動し、その後のローテーションは未定」との発表がされた。

#### セントライト記念圧勝の余波
セントライト記念でのレコードタイムの圧勝劇に、せっかく権利を取れた他の陣営がレース直後に菊花賞への出走を辞退するという異例の事態が起きた。セントライト記念で2着に入った、皐月賞3着馬オンワードカメルンの二本柳一馬調教師はレース後の囲み取材で「いや、いや、とても菊花賞へなんて行けません。偉大な馬が1頭おりますからね。自分の力に合ったレースをこれから使っていきます」と語り、菊花賞への出走を辞退した。また、同レース7着のサクラクラウンに騎乗していた小島太騎手（現調教師）は「あの馬はバケモノだあ」と検量室で叫んだ。

### 5歳
1985年初戦の日経賞は単勝オッズが100円元返しであった。レースでは逃げる馬がいないので押し出される形で先頭に立ったが、4馬身差で勝つ。岡部は手綱を持ったままであった。
ミスターシービーとの三度目の三冠馬対決となった次走の天皇賞（春）は、3コーナー手前でミスターシービーが早めにスパートして先頭に立ち、初めて先輩三冠馬を前に見る展開となったが、岡部が気合を入れるもダービー同様シンボリルドルフは先行馬を深追いせず、直線入り口でミスターシービーが失速したところを楽に差し返し、同じパーソロン産駒のサクラガイセンに2馬身1/2の差をつけ優勝した。表彰式で岡部は5本指を立てた。その後、同年の東京優駿優勝馬であるシリウスシンボリとともにキングジョージ6世&クイーンエリザベスダイヤモンドステークスへの海外遠征が予定された。
海外遠征を控え、資金稼ぎと一部の風評があった宝塚記念に出馬投票を行ったが、レース前日の土曜日の段階で左肩跛行により出走を取り消した。これは、シンボリルドルフが阪神競馬場での調教中に杜撰な芝の張替えによって芝がはがれてダートがむき出しになった部分であわや落馬かという転倒をしたことが原因である。このことに「コースの管理もできないような所は二度と走らせん」とオーナーの和田が激昂し、ニュースなどでも取り上げられた。ただしこの取り消しには別の事情もあり、出走を取り消す前に体調不良を察した野平と、あくまで出走させようとするシンボリ牧場場長の桐澤正好との間で意見が対立し、和田が妥協して出走を取り消すという経緯があった。結局この故障によりシンボリルドルフの海外遠征は取りやめとなり、シリウスシンボリのみ渡欧。和田からは引退発言もでた。これにより、同馬は阪神競馬場での出走はされなかった。
秋の天皇賞はぶっつけ本番、当時不利とされていた東京競馬場芝2000メートルコースの大外17番枠となるも1番人気となった。しかし出遅れてスタート直後は最後方、さらにハイペースの流れとなったにもかかわらず、向こう正面で一気に好位にまで上がっていき、直線入り口では早くも先頭、暴走ではないかと場内は騒然となった。結局、直線なおもウインザーノットらを競り落とすという、舌を巻く強さを見せたものの、ゴール前で、13番人気の伏兵ギャロップダイナの大外からの強襲を受け1/2馬身差の2着に敗れた。天皇賞（秋）敗退後、馬房のなかでシンボリルドルフが悔し涙にくれたという話が報道された。
前年に負けたジャパンカップは悪天候の重馬場での競走であったが無難にこなし、ジャパンカップ史上初の1番人気での優勝馬となった。2着にも地方競馬代表のロツキータイガー（船橋競馬所属）が入り、同じく史上初となる日本馬のワンツーフィニッシュとなった。表彰式で岡部は六冠を示すために手を手綱から離し、指を1本置いた。
シンボリルドルフにはふたたび海外遠征が計画され、有馬記念は日本国内でのラストランとなった。このレースを前に調教師の野平は強い勝ち方をするよう岡部に指示をした。レースでは、直線半ばでムチを2発入れて追い出しを開始すると、同年の皐月賞、菊花賞の二冠を制したミホシンザン以下を4馬身突き放し優勝した。この勝利により、スピードシンボリ以来となる有馬記念連覇を達成した。ここでは岡部は七冠を示すパフォーマンスを見せなかった。この年5戦4勝2着1回で、満票で2年連続の年度代表馬に選出された。
満票での年度代表馬選出はメイヂヒカリ（1956年）、テンポイント（1977年）に次ぐ史上3頭目となった（その後2000年にテイエムオペラオーが、2018年にアーモンドアイがそれぞれ満票で受賞している）。

#### 故障による引退騒動と奇跡的復活
宝塚記念直前に故障したルドルフだったが、その後の回復ぶりは芳しくないものだった。その段階で、すでにシンザンと並ぶ五冠馬となっていたルドルフは引退が噂されるようになり、7月10日にはそれを裏付けるように「体調不十分による欧州遠征中止、そして同時に引退する」との和田の談話が発表された。当時、ルドルフの遠征予定に合わせ、先だって欧州修行に出ていた岡部は、発表翌日にその報を聞きひどく落胆したという。原因不明の筋肉痛に苦しんでいたルドルフに対し、和田は再度の引退宣言を出しながらもなんとか復帰できないかと治療を続けていた（これに対し、岡部は「シンザンを越す六冠をルドルフに取らせたいと言う野心のカケラがみじんもなかったとは断言できないだろう」と語っている）。そして、夏のある日に牧場で「イチかバチかの大バクチ」と祈る思いでやった笹針治療が功を奏し、ルドルフの体調は回復に向かい、和田は引退宣言を撤回する。しかし、そのような状態でぶっつけで挑んだ天皇賞はとても万全の状態とは言えず、ギャロップダイナに惜敗。それでも管理する野平は「競馬に絶対はないと言うが、ルドルフは例外。彼には絶対があるんです」と言いきった。また、オーナーである和田は滞在していたシャンティイからの外電で「こういうこともあるんだよ。負けるのがイヤなら使わなきゃいいんだもの。ちょっとカイ食いが落ちたと（日本のスタッフは）言っていたけど。今度（ジャパンカップ）は気楽にいけるさ」との談話を残した。そして、その言葉通り、続くジャパンカップ、有馬記念を快勝した。

#### ジャパンカップ時の海外の評価
明け4歳になってルドルフのき甲はさらに抜けて背中に後退したという感じで、首が一段と長くなった。まるで古いヨーロッパの名馬の絵から抜け出してきたかのような体つきだった。ジャパンカップのときも、このルドルフの馬体が外国関係者の間でひとしきり話題になった。
イギリスの名手、レスター・ピゴット騎手は「イギリスでもこれだけの馬はちょっといない。ヨーロッパに遠征したときは、ぜひ私に乗せてほしい」と和田に頼みこむほどで、カナダ招待馬バウンディングアウェイのM・ベンソン調教師も「こんなに素晴らしい馬ははじめてみた。カナダにはいない」と最大級の賛辞を贈った。
こうした声が外交辞令でなかった証拠に、4月6日付けのアメリカ最大の競馬日刊紙「デイリーレーシングフォーム」ではルドルフを賞金王ジョンヘンリー、前年の凱旋門賞馬サガスとともに同等に扱って紹介していた。8月25日に行われるバドワイザー・ミリオン（アーリントンパーク、芝2000m）に予備登録した243頭の名を列記したこの記事は、ルドルフをその中で有力馬としてクローズアップしていた。
これを見た野平も「当然の扱いですよ。ジャパンCで外国の関係者がルドルフをみていますからね」と自信に満ちていたという。

### 6歳
1986年、この年シンボリルドルフは海外遠征に旅立つことになるが、和田と野平の計画は微妙に異なるものであった。和田はまず春にアメリカ遠征に行き、それから秋にヨーロッパ遠征に行くという考えだったが、それに対して野平の計画は、春に休養させてから秋にヨーロッパ遠征に行くというものだった。この点をめぐって和田と野平の間に確執が起こり、結局和田の計画が実行されるも遠征に野平厩舎の関係者は帯同せず、調教から何からを現地のスタッフに任せる事態となった。また国外戦に和田は野平を招待せず、やむなく野平は一般観戦ツアーに参加する形で現地へ移動した。
シンボリルドルフはまずサンタアニタ競馬場のサンルイレイステークス(GⅠ) に出走し、次にサンフアンカピストラーノインビテーショナルハンデキャップに出走する予定だった。しかし迎えたサンルイレイステークスではDahar（ダハール）の6着に敗れた。コースの特徴でもあるダートコースを横切る場所で左前脚繋靭帯炎を発症したことが敗戦の理由とされ、その日のテレビではNHKをはじめ各局がニュースなどでシンボリルドルフの故障、敗戦を報じた。岡部はレース直前の調教でシンボリルドルフの異変を察し陣営にレース回避を進言したが聞き入れられることは無かった。なおシンボリルドルフの三つの敗戦はすべて左周りコースの競馬場でのものである。
そして帰国後、海外再挑戦が検討されるも最終的には引退となり、12月7日には中山競馬場で引退式が行われた。シンボリルドルフは「7」の番号と王冠のマークが描かれたゼッケンをつけて姿を現した。このゼッケンは七冠をイメージしたものだった。

## 競走成績
| 年月日     | 競馬場       | 競走名           | 格   | 頭数 | 枠順 | 人気 | 着順 | 騎手     | 斤量 | 距離（馬場） | タイム（上り3F） | 着差 | 勝ち馬/（2着馬）       |
| 1983.07.23 | 新潟         | 3歳新馬          |      | 10   | 6    | 1人  | 1着  | 岡部幸雄 | 53   | 芝1000（不） | 0:59.2 (35.2)    | -0.4 | （ブロークンヒル）     |
| 10.29      | 東京         | いちょう特別     |      | 17   | 4    | 1人  | 1着  | 岡部幸雄 | 53   | 芝1600（稍） | 1:37.3 (36.7)    | -0.3 | （エビスジョウジ）     |
| 11.27      | 東京         | オープン         |      | 5    | 1    | 1人  | 1着  | 岡部幸雄 | 55   | 芝1600（良） | 1:39.9 (36.7)    | -0.3 | （ハルーダ）           |
| 1984.03.04 | 中山         | 弥生賞           | GIII | 14   | 12   | 2人  | 1着  | 岡部幸雄 | 55   | 芝2000（良） | 2:01.7 (35.4)    | -0.3 | （ビゼンニシキ）       |
| 04.15      | 中山         | 皐月賞           | GI   | 18   | 10   | 1人  | 1着  | 岡部幸雄 | 57   | 芝2000（良） | R2:01.1 (36.2)   | -0.2 | （ビゼンニシキ）       |
| 05.27      | 東京         | 東京優駿         | GI   | 21   | 10   | 1人  | 1着  | 岡部幸雄 | 57   | 芝2400（良） | 2:29.3 (37.2)    | -0.3 | （スズマッハ）         |
| 09.30      | 中山         | セントライト記念 | GIII | 10   | 5    | 1人  | 1着  | 岡部幸雄 | 56   | 芝2200（良） | R2:13.4 (35.5)   | -0.5 | （オンワードカメルン） |
| 11.11      | 京都         | 菊花賞           | GI   | 18   | 5    | 1人  | 1着  | 岡部幸雄 | 57   | 芝3000（稍） | 3:06.8 (35.0)    | -0.1 | （ゴールドウェイ）     |
| 11.25      | 東京         | ジャパンC        | GI   | 14   | 12   | 4人  | 3着  | 岡部幸雄 | 55   | 芝2400（良） | 2:26.5 (34.7)    | 0.2  | カツラギエース         |
| 12.23      | 中山         | 有馬記念         | GI   | 11   | 4    | 1人  | 1着  | 岡部幸雄 | 55   | 芝2500（良） | R2:32.8 (35.0)   | -0.3 | （カツラギエース）     |
| 1985.03.31 | 中山         | 日経賞           | GII  | 8    | 6    | 1人  | 1着  | 岡部幸雄 | 58   | 芝2500（稍） | 2:36.2 (35.5)    | -0.7 | （カネクロシオ）       |
| 04.29      | 京都         | 天皇賞（春）     | GI   | 15   | 15   | 1人  | 1着  | 岡部幸雄 | 58   | 芝3200（良） | 3:20.4 (36.8)    | -0.4 | （サクラガイセン）     |
| 06.02      | 阪神         | 宝塚記念         | GI   | 10   | 3    |      |      | 岡部幸雄 | 56   | 芝2200（良） | 出走取消         |      | スズカコバン           |
| 10.27      | 東京         | 天皇賞（秋）     | GI   | 17   | 17   | 1人  | 2着  | 岡部幸雄 | 58   | 芝2000（良） | 1:58.8 (35.7)    | 0.1  | ギャロップダイナ       |
| 11.24      | 東京         | ジャパンC        | GI   | 15   | 15   | 1人  | 1着  | 岡部幸雄 | 57   | 芝2400（重） | 2:28.8 (37.6)    | -0.3 | （ロツキータイガー）   |
| 12.22      | 中山         | 有馬記念         | GI   | 10   | 6    | 1人  | 1着  | 岡部幸雄 | 57   | 芝2500（良） | 2:33.1 (36.1)    | -0.7 | （ミホシンザン）       |
| 1986.03.29 | サンタアニタ | サンルイレイH    | GI   | 7    | -    | 3人  | 6着  | 岡部幸雄 | 57.2 | 芝12f（良）  | 2:26.8（不明）   |      | Dahar                  |

- タイム欄のRはレコード勝ちを示す

### 受賞
- 1984年 - 年度代表馬、最優秀4歳牡馬
- 1985年 - 年度代表馬、最優秀5歳以上牡馬

## 競走馬引退後

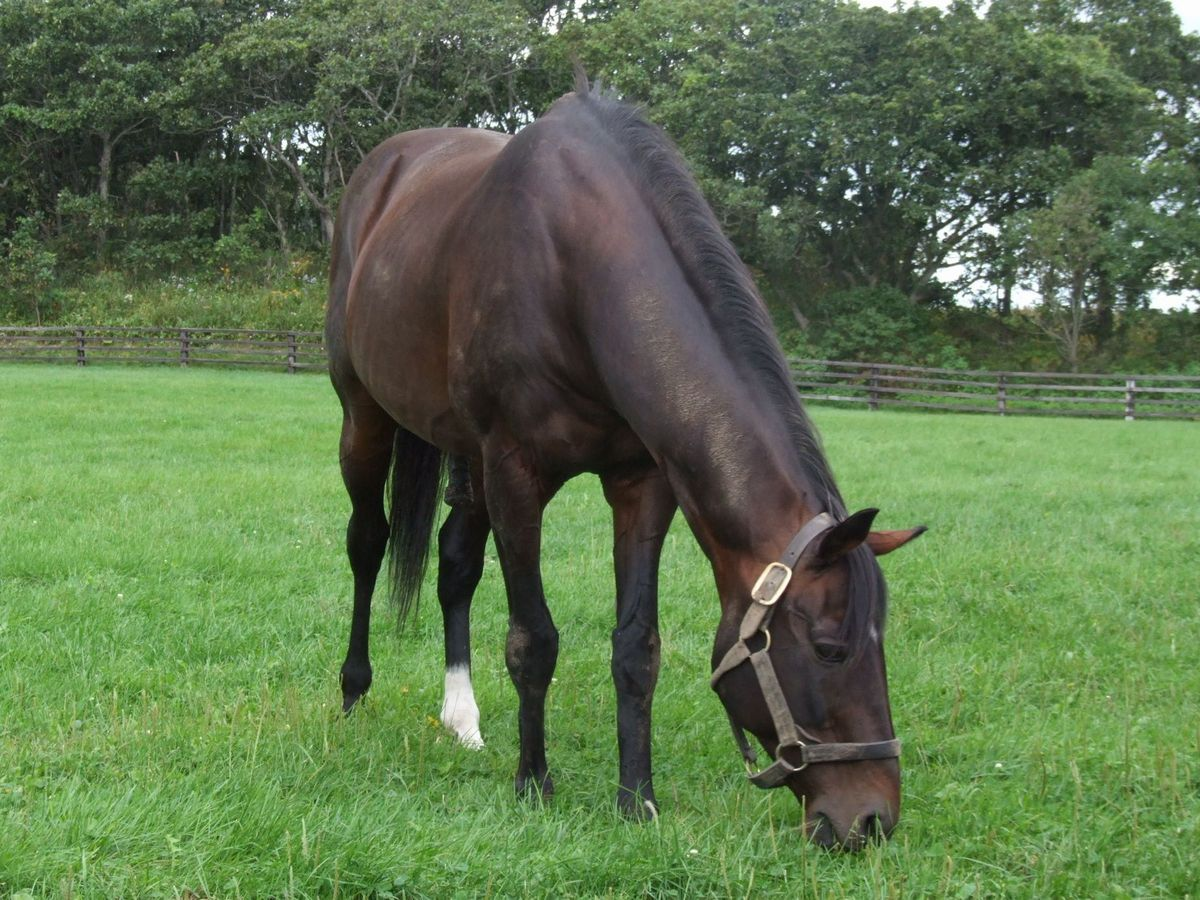
種牡馬引退後のシンボリルドルフ。
2006年9月20日撮影

シンボリルドルフは公開入札という広く株主を募集する手法で10億円（2000万円×50株）のシンジケートが組まれ、北海道門別町のシンボリ牧場で種牡馬生活に入った。1世代目の産駒が1990年にデビューし、その中からGI4勝の二冠馬トウカイテイオーを出した。このトウカイテイオーにより父子2代連続の無敗での皐月賞・東京優駿の二冠制覇を達成した。2世代目の産駒からも4歳牝馬特別、東京新聞杯優勝のキョウワホウセキや、ステイヤーズステークス優勝、宝塚記念2着のアイルトンシンボリ、フランスの重賞で2着に入ったジャムシードを輩出した。1994年にはアイルトンシンボリらの活躍により生涯の最高位となる種牡馬ランキング6位に入った。その後中央競馬の重賞馬を出せないでいたが、1999年にツルマルツヨシが朝日チャレンジカップ、京都大賞典に優勝した。
2000年に行われた「20世紀の名馬大投票」で22,521票を獲得し、6位に選出された。1位はナリタブライアンで、得票は37,798票だった。また、雑誌『Number』で行われた競馬関係者による「20世紀の名馬アンケート」ではシンザンに次ぐ2位に選ばれた。
2004年をもって種牡馬を引退後は日高町のシンボリ牧場で功労馬として余生を過ごした。また、同年8月にはJRAゴールデンジュビリーキャンペーンの「名馬メモリアル競走」として「シンボリルドルフメモリアル」が初出走を果たした新潟競馬場にて施行された。
29歳となった2010年1月に、冬の北海道の寒さは厳しいという配慮で、23年間繋養されていた富川のシンボリ牧場から千葉のシンボリ牧場に移動した。

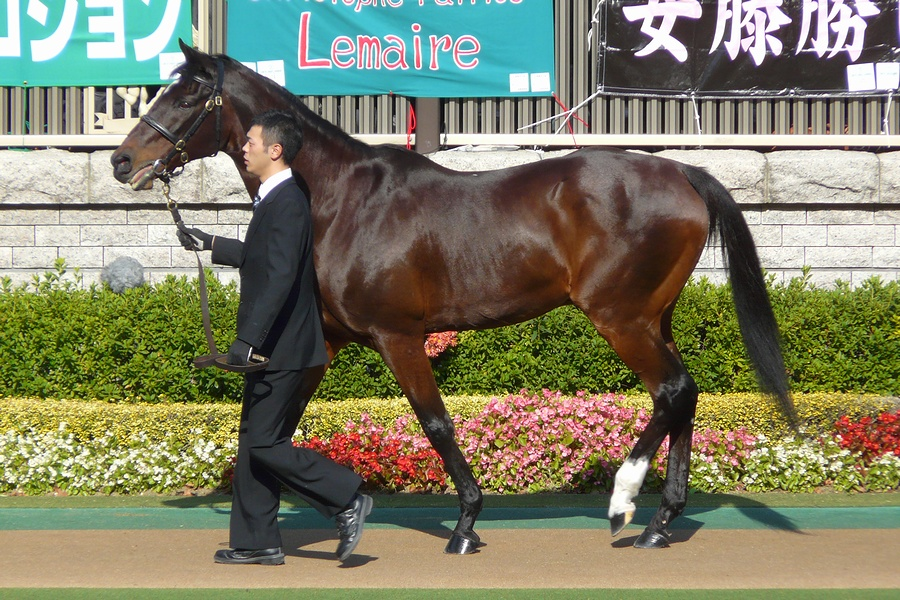
第30回ジャパンカップでのパドック展示。
2010年11月28日撮影

2010年11月28日にはジャパンカップが第30回を迎えたことを記念して、東京競馬場でのパドック展示が行われ、引退式以来24年ぶりに競馬場へ輸送され、若々しい馬体をファンに披露した。なお、この年のジャパンカップはブエナビスタが1着入線しており、勝てば自身とトウカイテイオー以来2例目の父仔制覇（ブエナビスタの父はスペシャルウィーク）となるはずだったが、皮肉にもブエナビスタは降着処分を受け、繰り上がりでローズキングダムの優勝という結果になった。

### 死亡、そして追悼
2011年10月4日、繋養先の千葉シンボリ牧場にて死亡した。馬齢30歳。
日本中央競馬会では、10月8日のペルセウスステークスとオパールステークスが「シンボリルドルフ追悼競走」との副題を付し「追悼競走」が施された。また、各競馬場・ウインズには記帳台が設置され、東京競馬場と京都競馬場において追悼写真展が行われた。その年、オルフェーヴルが3冠を達成している。2年後には後継種牡馬であるトウカイテイオーも死亡した。

### 種牡馬成績
| 年度        | 1990  | 1991 | 1992 | 1993 | 1994 | 1995 | 1996 | 1997 | 1998 | 1999 | 2000 | 2001 | 2002 | 2003  | 2004 | 2005  |
| ----------- | ----- | ---- | ---- | ---- | ---- | ---- | ---- | ---- | ---- | ---- | ---- | ---- | ---- | ----- | ---- | ----- |
| 順位（JRA） | 115位 | 31位 | 10位 | 9位  | 6位  | 14位 | 15位 | 35位 | 30位 | 20位 | 41位 | 68位 | 79位 | 105位 | 98位 | 282位 |
| AEI (JRA)   | 1.06  | 1.84 | 1.52 | 1.48 | 1.49 | 1.06 | 0.94 | 0.73 | 0.80 | 1.01 | 0.80 | 0.59 | 0.58 | 0.37  | 0.59 | 0.16  |
| 総出走頭数  | 13    | 60   | 68   | 71   | 70   | 72   | 71   | 66   | 69   | 61   | 57   | 47   | 49   | 34    | 15   | 13    |
| 総勝ち頭数  | 6     | 18   | 24   | 31   | 28   | 23   | 30   | 23   | 21   | 19   | 14   | 12   | 10   | 8     | 8    | 1     |

- 1990年 ファーストリーシーズンサイアー1位
- 2004年 種牡馬引退

### 主な産駒
栗山求によると、産駒は神経質で激しい気性を持ち、成長力のある中距離で活躍する傾向でありタフな馬場に強いと分析している。
- トウカイテイオー（皐月賞、東京優駿、ジャパンカップ、有馬記念、産経大阪杯）
- シャマードシンボリ（みちのく大賞典、青藍賞、新春杯白嶺賞、すずらん賞2回）
- キョウワホウセキ（4歳牝馬特別、東京新聞杯）
- ツルマルツヨシ（京都大賞典、朝日チャレンジカップ）
- アイルトンシンボリ（ステイヤーズステークス2回、宝塚記念2着）
- ジャムシード（リュテス賞2着、ダイヤモンドステークス2着）
- ミスタールドルフ（ダービーグランプリ、北日本新聞杯、北國王冠、白山大賞典）
- ハクシンフリーダム（尾張名古屋杯）
- シンボリミサキ（中津記念）
- トミケンロマン（笠松・サラ・クイーン特別）
- シンボリメロディー（足利記念）

### 母父としての主な産駒
- アクティブバイオ（日経賞、アルゼンチン共和国杯）
- アズマサンダース（京都牝馬ステークス）
- ブルーイレヴン（東京スポーツ杯2歳ステークス、関屋記念）
- マイネルハーティー（ニュージーランドトロフィー）
- チョウサンタイガー（テレビ埼玉杯）
- スプリングボックス（小倉サマージャンプ）
- テンセイフジ（関東オークス）

## エピソード
- シンボリルドルフをイメージした「七冠馬」という日本酒が簸上清酒（島根県奥出雲町）から販売されている（シンボリ牧場の和田家と簸上清酒を営む田村家とは縁戚関係にあたり、和田家の第12代・孝弘と、簸上清酒蔵元田村家の第15代田村明男の妹・啓子が夫婦関係にある[30][31]）。
- シンボリルドルフという馬名は発音がしにくく、レース実況においてアナウンサー泣かせの馬名と言われた[32]。盛山毅はおもに「ルドルフ」、杉本清、山田康夫、草野仁らはおもに「シンボリ」と略していた。現在では「シンボリ」と略す例はほぼ皆無であり、「ルドルフ」と略すのが通常である。
- 上記のようにシンボリルドルフという馬名は発音しづらいために、オーナーの和田は「ル」を省略して「シンボリドルフ」で登録しようと考えたが、命名担当者の説得により「シンボリルドルフ」で登録された[33]。しかしその後、首都圏の競馬実況アナウンサーより「シンボリルドルフのルを取って欲しい」とデビュー後に要望されたが、この時には和田が一蹴した[32]。
- シンボリルドルフはもっぱらシンボリ牧場で調整され、レース前になると野平厩舎に入厩するというサイクルで競走生活を送った（外厩のはしり）。野平によると、環境が定期的に変化することがシンボリルドルフの精神にはリフレッシュ効果をもたらし、プラスに作用したという。
- 厩舎では気が荒く、「ライオン」とのあだ名がつけられていた[3]。
- 野平によると、厩舎の馬房にいるときは乱暴な振る舞いをしたが、馬房から外に出ると堂々として暴れることはなかったという。野平は気ままに振る舞っていい場所をわきまえていたとしている。
- シンボリルドルフの調教は、もっぱら野平自身が行った。当初は野平厩舎の調教助手であった藤沢和雄が行っていたが、野平があまりにも嬉しそうに騎乗する姿を見てやがて遠慮するようになった。
- 初期の産駒がデビューしたころはデビュー前の産駒（ジングウオー）が東京スポーツの一面を飾ったり、十冠ベイビーとして当歳時からスポーツ新聞（おもにサンケイスポーツ）の紙面を賑わせた産駒（メジロリベーラ/母：メジロラモーヌ）がいたりした。
- 野平は「競馬には絶対はない。だがシンボリルドルフには絶対がある」と1985年の天皇賞・秋の敗戦後にも言い切った[23]。この言葉は後述のジャパンカップのCMでも引用されている。
- 大橋巨泉は「この世代（シンボリルドルフの世代）は上の世代（ミスターシービーなどの世代）よりも強い」と発言した（ただし、シンボリルドルフと同世代でGⅠ勝利したのはスズパレードのみである一方、ミスターシービーとの同世代にはニホンピロウイナー・カツラギエース・ギャロップダイナと3頭のGIホースがおり、うちニホンピロウイナーを除く2頭はシンボリルドルフを破ってGI競走を制覇している）。
- シンボリルドルフはシンボリホースメイトの共同馬主馬であった。これはホースメイトに出す3歳馬を決定する会議において、和田がルドルフをホースメイトにすることを決めたからである。その際、「あんないい馬を出すんですか？」と反対する関係者に対し、和田は「いいじゃないか。みなで喜べればこんないいことはない。もう私は、競馬をひとりで勝って、ひとりで喜ぶのに飽きているんだ」と語ったという[34]。
- シンボリルドルフの出走シーンは2012年の日本中央競馬会「近代競馬150周年テレビCM〜「次の夢へ」〜」（60秒版）に使用されている。また2013年のCMシリーズ「The LEGEND」の一環として放送されたジャパンカップのCMは当馬が優勝した1985年の同競走が取り上げられている。
- シンボリルドルフは、3歳時に菊花賞を勝利した後、有馬記念制覇を果たしている。そして、次年の天皇賞（春）に出走して、見事勝利を収めた。この菊花賞→同年有馬記念→次年天皇賞（春）を3歳→4歳時に3つとも勝利したのは、本馬とマンハッタンカフェの2頭しかいない[35]。

- 野平はルドルフの馬主である和田と麻雀の卓を囲むときは"パーソロン"ルールで上がっていたという。これはつまり、どんな形であれ、八索（パーソー）で上がれば、決まって一翻高くなる「パーソ・ロン」というダジャレであった[36]。
- 野平は、ルドルフの好きそうな音楽について「リズム感のあるメロディーが好きだと思います」と述べている[37]。
- 当時岩手シンボリ牧場場長だった松島光好は「追い運動でも先頭を走るのではなく、自分のペースを守って走るタイプでしたよ。我慢強さは天下一品で、鼻ねじをかけて治療することがなかった。祖父のスピードシンボリの癖だった首をあげて周りを確かめるしぐさは、あの子に受けついでいます」と述べている[38]。
- 当時北海道シンボリスタリオン場長だった畠山和明は、「集団のなかでも目につく馬で、健康優良児そのものだった。注射を打つこともなかったし、ほんとうに手がかからなかった。誰が見てもいい馬って感じでした。いくらか細身な感じだったが、芯があった。生命力が旺盛で、母親のルナが食事しているときも、いやがられても蹴とばされても、乳にくらいついていた。その気の強さが、現在の競走能力の根源となっている」と述べている[38]。
- ルドルフ（当時はルナ）は、1歳になった2月頃、蹄の中に砂が入りこみ、激痛を生じさせる「砂のぼり」を患った。並の馬なら、この治療にのぞむときに暴れるため、職員たちは「ハナねじ」をかける。しかしルナは平然と治療を受け、その上他馬と比べて3倍近い回復力を見せ、松島らを感心させたという[39]。
- 1歳の頃、同じ牧場にいたリーダー格の馬「モンブラン」がけしかけて来ても、逃げもせず、相手にもならず、堂々とした態度をくずさなかったという[39]。
- 藤沢和雄は、2歳時のルドルフが入厩したその日に、野平に乗ってみるように勧められた。ルドルフは新しい環境に連れて来られて、はしゃいでおり、藤沢がまたがると、すぐに早足で元気に走り始めた。しばらく進むと、少し先の内ラチにカラスが1羽とまっており、ルドルフは走りながらカラスを見た。ルドルフと藤沢が目の前に来たとき、カラスはサッと飛び立ち、その瞬間にルドルフはピタッと脚を止め、藤沢の体は宙に投げ出された。幸い怪我はなく、急いで飛び乗るとルドルフはまた元気に走りだした。その後、野平に「ルドルフから落馬したのはお前だけだな」と何度も笑われたという[40]。

## 特徴

### レーススタイルについて
シンボリルドルフと言えば「ルドルフ戦法」とも呼ばれた好位抜出型の典型と思われているが、実際には日経賞での逃げ切り、ダービーでの差し切りなど多様性に富んでいる。主戦騎手であった岡部も著書のなかで「平均的な勝ちパターンとすれば好位抜出型だが、ルドルフは自在性も多様性も持っている。その気になればテンからの大逃げも、最後方からのゴボウ抜きも出来るんだ。けれども、欧州競馬に心酔している和田氏や野平氏の考えに沿って、欧州型の好位抜出のパターンをとっている」と述べている。

### コーナリングの上手さ
主戦騎手であった岡部は引退後ルドルフが左利きであったことを明かし、「他馬が我慢できずに手前を替えるところでも手前を替えずにガマンできるのでタイムロスやスタミナの消耗が少ない。又、手前の替えも非常にスムーズであった」と、コーナリングのうまさがルドルフの強さを支える大きなポイントであったと語っている。具体例として、中山芝2200メートルのレースでスタートから最終コーナーを回るまで、ずっと右脚先で我慢しきってしまったことを挙げており、「ルドルフの脚力もさることながら、苦しさに耐えぬくその精神力の強さに舌を巻く。同時に、この馬にそんなテクニックと根性を教えこんだシンボリ牧場のスタッフと野平調教師に敬意を感じるのである」と著書で述べている。

### 加速時のストライドの大きさ
スポーツニッポンの記事によるとルドルフは加速時のストライドがかなり大きかったようで、ダービー最後の直線でのルドルフは当時のサラブレッドの平均完歩（7メートル30）を大きく上回る8メートル70のストライドで走っていた。参考までに後の三冠馬ディープインパクトの菊花賞最後の直線でのストライドが7メートル54、同オルフェーヴルが7メートル32であることから、ルドルフは加速時の飛びがかなり大きな馬であったことがわかる。

## 血統表
| シンボリルドルフの血統                          | シンボリルドルフの血統                                | シンボリルドルフの血統                          | （血統表の出典）                                | （血統表の出典）  |
| 父系                                            | パーソロン系                                          | パーソロン系                                    | パーソロン系                                    | [ § 2 ]           |
| 父 *パーソロン Partholon 1960 鹿毛 アイルランド | 父の父Milesian 1953 鹿毛 イギリス                     | My Babu                                         | Djebel                                          | Djebel            |
| 父 *パーソロン Partholon 1960 鹿毛 アイルランド | 父の父Milesian 1953 鹿毛 イギリス                     | My Babu                                         | Perfume                                         |                   |
| 父 *パーソロン Partholon 1960 鹿毛 アイルランド | 父の父Milesian 1953 鹿毛 イギリス                     | Oatflake                                        | Coup de Lyon                                    | Coup de Lyon      |
| 父 *パーソロン Partholon 1960 鹿毛 アイルランド | 父の父Milesian 1953 鹿毛 イギリス                     | Oatflake                                        | Avena                                           |                   |
| 父 *パーソロン Partholon 1960 鹿毛 アイルランド | 父の母Paleo 1953 鹿毛 フランス                        | Pharis                                          | Pharos                                          | Pharos            |
| 父 *パーソロン Partholon 1960 鹿毛 アイルランド | 父の母Paleo 1953 鹿毛 フランス                        | Pharis                                          | Carissima                                       |                   |
| 父 *パーソロン Partholon 1960 鹿毛 アイルランド | 父の母Paleo 1953 鹿毛 フランス                        | Calonice                                        | Abjer                                           | Abjer             |
| 父 *パーソロン Partholon 1960 鹿毛 アイルランド | 父の母Paleo 1953 鹿毛 フランス                        | Calonice                                        | Colonis                                         |                   |
| 母 スイートルナ 1972 栗毛 千葉県香取郡大栄町    | 母の父スピードシンボリ 1963 黒鹿毛 北海道新冠郡新冠町 | *ロイヤルチャレンヂャー Royal Challenger        | Royal Charger                                   | Royal Charger     |
| 母 スイートルナ 1972 栗毛 千葉県香取郡大栄町    | 母の父スピードシンボリ 1963 黒鹿毛 北海道新冠郡新冠町 | *ロイヤルチャレンヂャー Royal Challenger        | Skerweather                                     |                   |
| 母 スイートルナ 1972 栗毛 千葉県香取郡大栄町    | 母の父スピードシンボリ 1963 黒鹿毛 北海道新冠郡新冠町 | スイートイン                                    | *ライジングライト                               | *ライジングライト |
| 母 スイートルナ 1972 栗毛 千葉県香取郡大栄町    | 母の父スピードシンボリ 1963 黒鹿毛 北海道新冠郡新冠町 | スイートイン                                    | *フイーナー                                     |                   |
| 母 スイートルナ 1972 栗毛 千葉県香取郡大栄町    | 母の母*ダンスタイム Dance Time 1957 鹿毛 アイルランド | Palestine                                       | Fair Trial                                      | Fair Trial        |
| 母 スイートルナ 1972 栗毛 千葉県香取郡大栄町    | 母の母*ダンスタイム Dance Time 1957 鹿毛 アイルランド | Palestine                                       | Una                                             |                   |
| 母 スイートルナ 1972 栗毛 千葉県香取郡大栄町    | 母の母*ダンスタイム Dance Time 1957 鹿毛 アイルランド | Samaritaine                                     | Maravedis                                       | Maravedis         |
| 母 スイートルナ 1972 栗毛 千葉県香取郡大栄町    | 母の母*ダンスタイム Dance Time 1957 鹿毛 アイルランド | Samaritaine                                     | Sarita                                          |                   |
| 母系(F-No.)                                     | (FN:F11-c)                                            | (FN:F11-c)                                      | (FN:F11-c)                                      | [ § 3 ]           |
| 5代内の近親交配                                 | Pharos・Fairway 4×5=9.38%、Tourbillon 5×5=6.25%       | Pharos・Fairway 4×5=9.38%、Tourbillon 5×5=6.25% | Pharos・Fairway 4×5=9.38%、Tourbillon 5×5=6.25% | [ § 4 ]           |
| 出典                                            | 1. 2. 3. 4.                                           | 1. 2. 3. 4.                                     | 1. 2. 3. 4.                                     | 1. 2. 3. 4.       |

- 母スイートルナの半兄に当たるセントシンボリ（父サンタクロース）は持込馬として日本で出生した後にヨーロッパで競走馬としてデビューしフランス・イギリスで通算6戦2勝という成績を残した後に日本に帰国し11戦2勝という成績を残し、引退後は種牡馬になるという数奇な馬生を送った。また母の別な半兄（セントシンボリの半弟）に当たるサクラオンリー（父オンリーフォアライフ）は1976年の最優秀障害馬に選出されている。
- 全姉スイートコンコルドの子孫に2011年阪神ジャンプステークス勝ち馬のクランエンブレム、同年新潟ジャンプステークス勝ち馬のクリーバレン、2018年マイルチャンピオンシップ勝ち馬のステルヴィオがいる。